# Rinca
 (décembre 2023).
Si vous disposez d'ouvrages ou d'articles de référence ou si vous connaissez des sites web de qualité traitant du thème abordé ici, merci de compléter l'article en donnant les références utiles à sa vérifiabilité et en les liant à la section « Notes et références ».
Rinca est une petite île près de Komodo, dans la province indonésienne des Petites îles de la Sonde orientales. Elle fait partie des Petites îles de la Sonde.
On y trouve le dragon de Komodo, ainsi que des sangliers, des buffles et de nombreuses espèces d'oiseaux. L'île fait partie du parc national de Komodo.
Moins connue et moins visitée que Komodo, Rinca est un lieu où on peut observer plus tranquillement le fameux dragon dans son environnement naturel.
On peut atteindre Rinca en bateau depuis le port de Labuan Bajo sur la côte ouest de l'île de Florès.

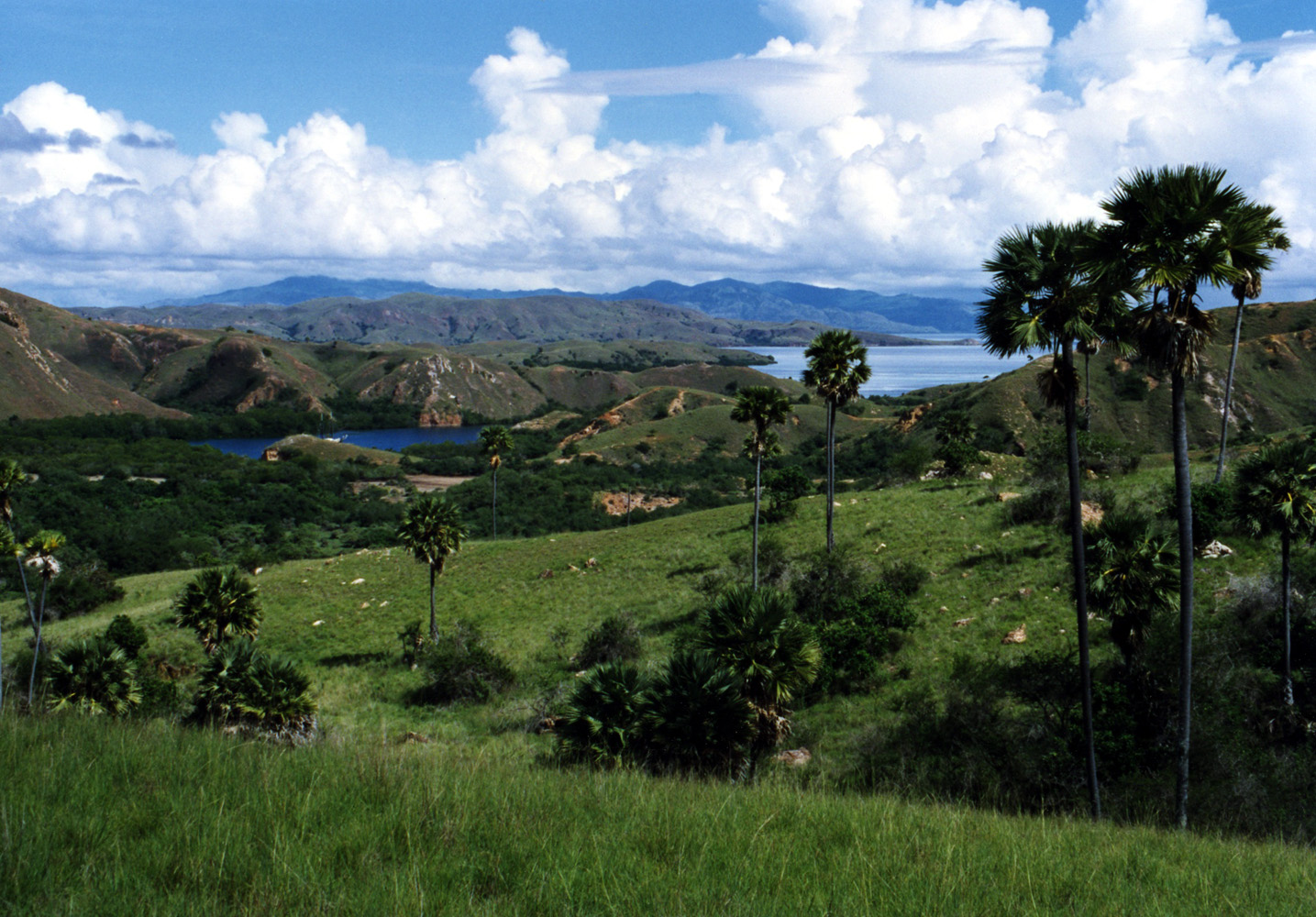
Vue de Rinca

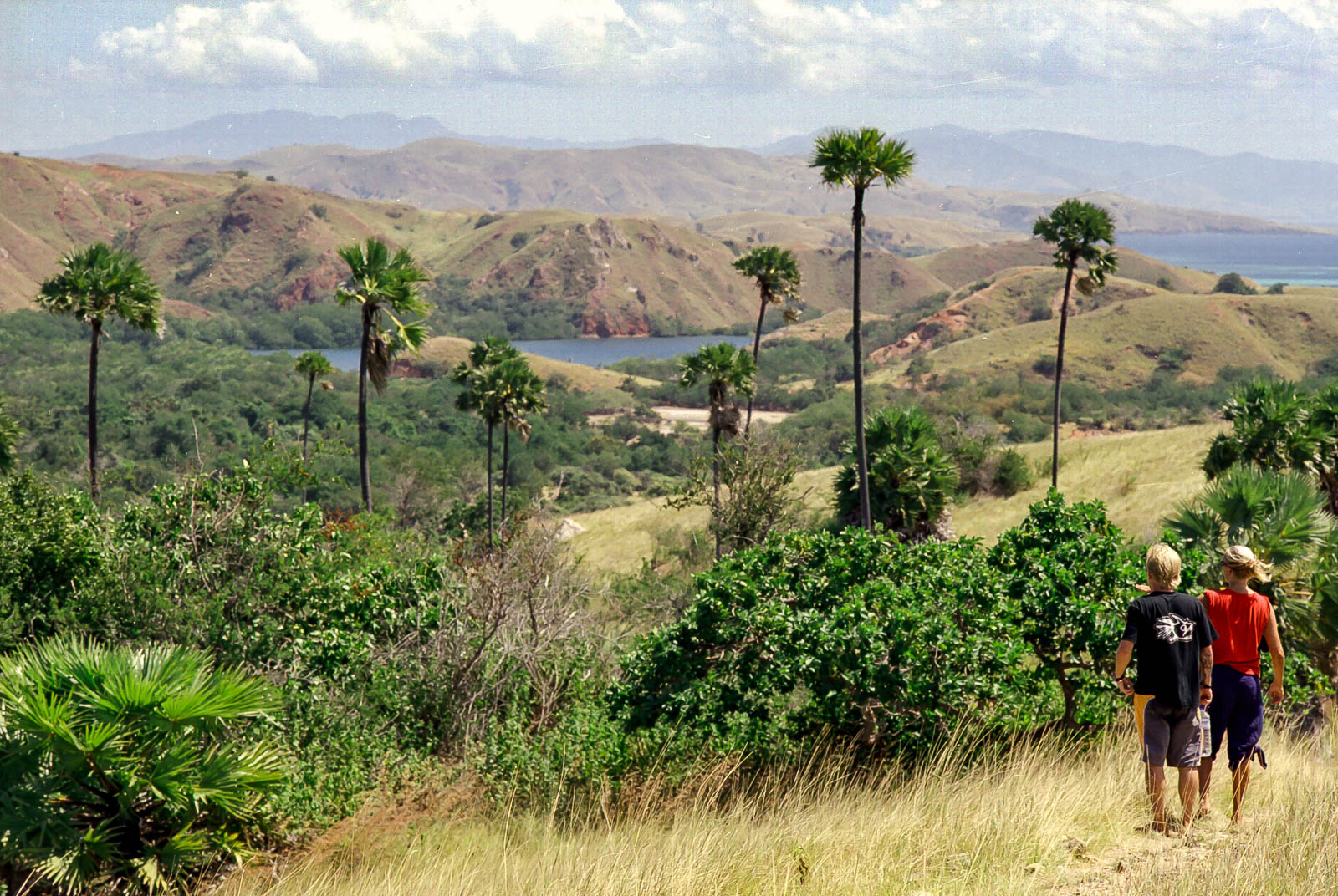
Paysage de Rinca

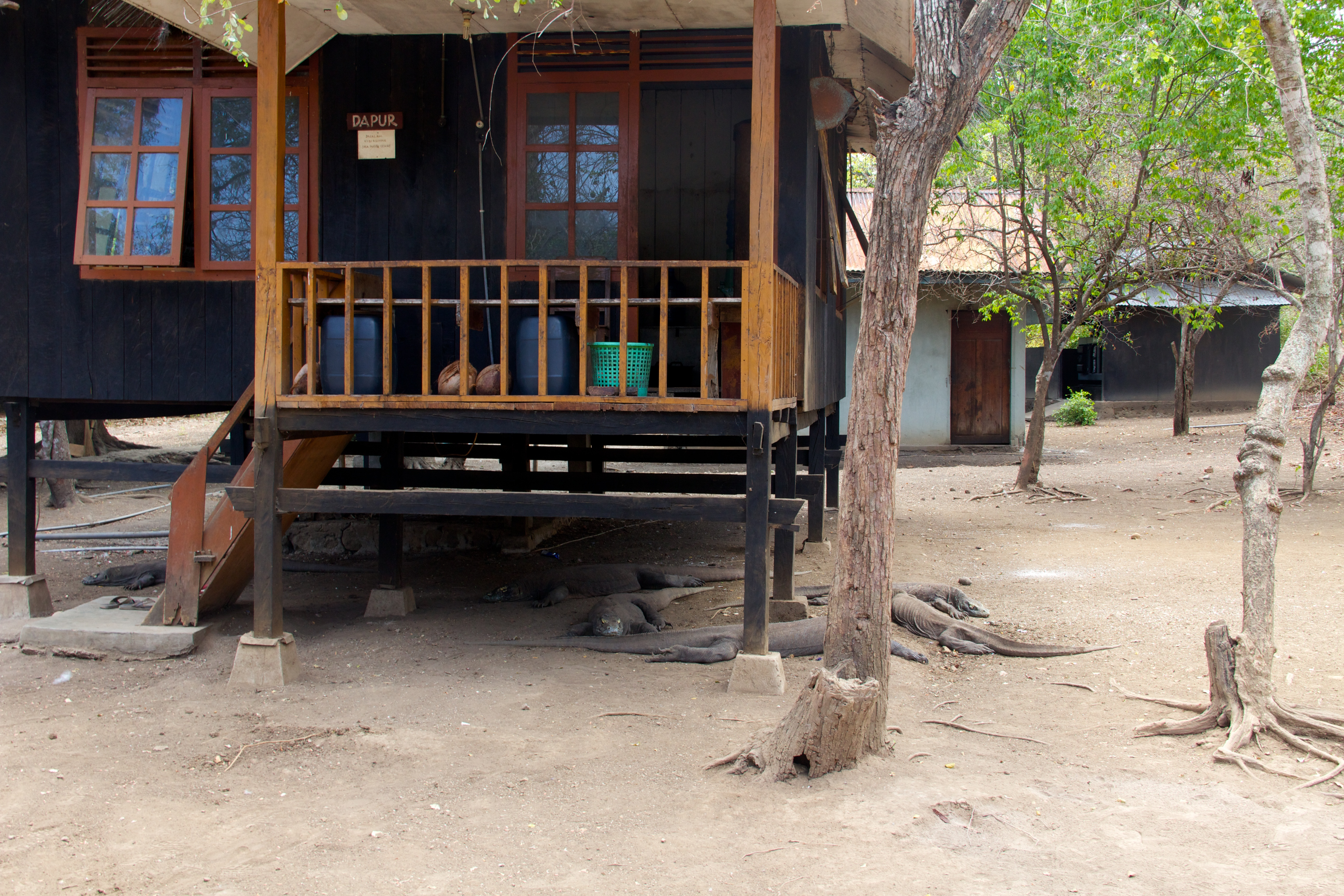
Dragon de Komodo près d'une maison à Rinca